# 2044
2044 (MMXLIV) kommer att bli ett skottår som börjar en fredag i den gregorianska kalendern.

## Framtida händelser

### Maj
- 18 maj – Det jordnära objektet 2002 QF15 kommer att få ett nära förhållningssätt till jorden.

### Juni
- 6 juni – Tidskapseln vid Normandy American Cemetery and Memorial är tänkt att öppnas.

### Augusti
- 23 augusti – Total solförmörkelse från Grönland till Nunavut, Northwest Territories, British Columbia, Alberta, Saskatchewan, Montana och slutar vid solnedgången i North Dakota.